# جوليان ماثيوز
جوليان ماثيوز (بالإنجليزية: Julian Matthews) هو منافس ألعاب قوى نيوزلندي، ولد في 21 يوليو 1988 في نيلسون في نيوزيلندا.

## وصلات خارجية
- جوليان ماثيوز على موقع الاتحاد الدولي لألعاب القوى (الإنجليزية)
- جوليان ماثيوز على موقع TFRRS.org (الإنجليزية)
- جوليان ماثيوز على موقع أوليمبيديا (الإنجليزية)
- جوليان ماثيوز على موقع اللجنة الأولمبية النيوزيلندية (الإنجليزية)
- جوليان ماثيوز على موقع اتحاد ألعاب الكومنولث (مؤرشف) (الإنجليزية)